# Jesus profetiza sua morte

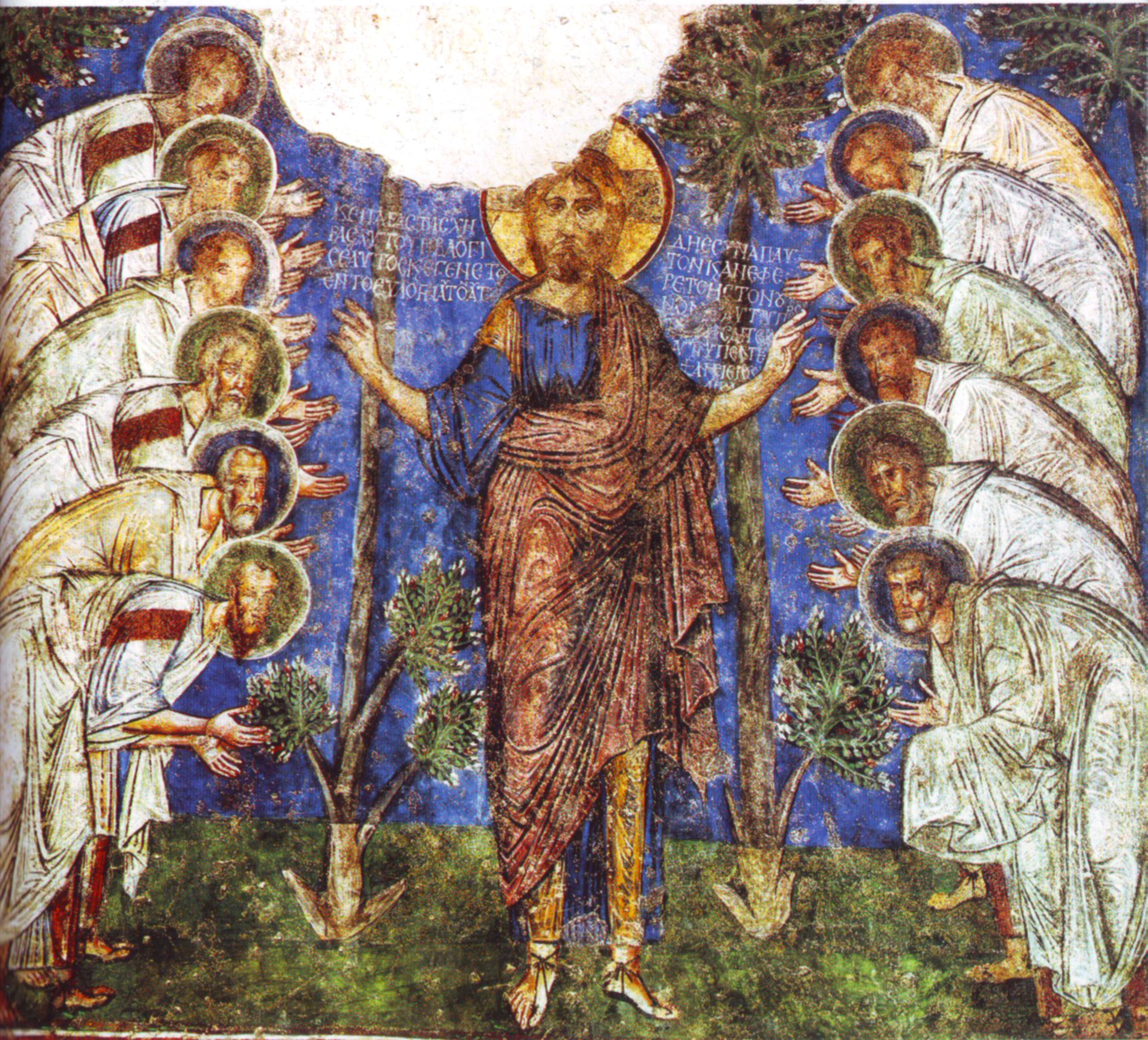
Jesus e seus apóstolos.
Afresco na Capadócia, Turquia.

Jesus profetiza a sua morte quatro vezes no Novo Testamento, com as três primeiras levando à predição final de sua crucificação. 

## Predições
O primeiro aviso ocorre em Marcos 8:31–33 (e Mateus 16:21–28), em algum lugar perto de Cesareia de Filipe, imediatamente após a confissão de Pedro (quando o apóstolo proclama que Jesus é o Messias). Segundo Marcos:
| “ | «Então começou a ensinar-lhes que era necessário que o Filho do homem padecesse muitas coisas, que fosse rejeitado pelos anciãos, pelos principais sacerdotes e pelos escribas, que fosse morto e que depois de três dias ressuscitasse.» (Marcos 8:31–33) | ” |

Quando Pedro tentou admoestá-lo, Jesus disse: "Sai de diante de mim, Satanás, porque não cuidas das coisas de Deus, mas sim das dos homens.". Em Lucas 9:22–27 aparece uma versão mais curta, que contém a predição, mas não o diálogo entre Jesus e Pedro.
O segundo ocorre no Evangelho de Marcos (Marcos 9:30–32) e no Evangelho de Mateus (Mateus 17:22–23). Segundo Marcos:
| “ | «O Filho do homem será entregue às mãos dos homens, e tirar-lhe-ão a vida; e depois de morto, ressurgirá ao terceiro dia. Mas eles não compreendiam estas palavras, e temiam interrogá-lo.» (Marcos 9:30–32) | ” |

O terceiro aparece nos três evangelhos sinóticos (em Mateus 20:17–19, Marcos 10:32–34 e Lucas 18:31–34), já perto de Jerusalém, e menciona especificamente a crucificação. Segundo Mateus:
| “ | «Estando Jesus para subir a Jerusalém, chamou à parte os doze, e em caminho lhes disse: Eis que subimos a Jerusalém, e o Filho do homem será entregue aos principais sacerdotes e aos escribas; eles o condenarão à morte e o entregarão aos gentios para ser escarnecido, açoitado e crucificado, e ao terceiro dia ressuscitará.» (Mateus 20:17–19) | ” |

Finalmente, em Mateus 26:1–2, já em Jerusalém, Jesus profetiza novamente a sua crucificação:
| “ | «Tendo Jesus acabado todo este discurso, disse a seus discípulos: Sabeis que de hoje a dois dias celebrar-se-á a páscoa, e o Filho do homem será entregue para ser crucificado.» (Mateus 26:1–2) | ” |

Cada vez que Jesus prediz a sua paixão, os discípulos demonstram não compreender de alguma forma, mas Jesus sempre se utiliza da ocasião para ensinar-lhes coisas novas.

## Evangelho de João
O Evangelho de João, nos capítulos 13 a 17, também menciona, em diversas ocasiões, situações em que Jesus prepara os seus discípulos para sua partida.